# 彩虹羅曼史
《彩虹羅曼史》（韓文：레인보우 로망스；英文：Rainbow Romance）是韓國MBC電視台於2005年10月至2006年10月間播放的青春喜劇，由新人任恩敬、姜恩菲、徐在敬、Super Junior主演。

## 演員
- 任恩敬 飾 金恩敬
- 徐在敬 飾 金在敬
- 姜恩菲 飾 金恩菲
- 金希澈 飾 希澈（花美男三人組之一）
- 金起範 飾 起範（花美男三人組之一）
- 丁義澈 飾 義澈（花美男三人組之一）
- 李民基 飾 民基
- 亞由美 飾 Ayumi
- 朴熙珍 飾 教授
- 黃寶拉 飾 黃寶拉
- 高雅娜 飾 高雅娜
- 千明勳 飾 千明勳
- 朴喜本 飾 希本
- 尹志湖 飾 尹志湖
- 嚴賢璟 飾 嚴賢璟

## 故事大綱
金恩敬(任恩敬 飾)、金在敬(徐在敬 飾)、金恩菲(姜恩菲 飾)是三兄妹，媽媽在他們很小的時候就過世了，好不容易將他們撫養成人的爸爸也在一次意外中喪生，家中的雙胞胎老大恩敬和在敬為了扶持這個家和酬妹妹恩菲的芭蕾舞衣的錢而努力的打工賺錢，雖然艱苦，但三兄妹還是能快樂的在一起…
本劇主要是採用寫實的劇情來引起身邊許多觀眾的共鳴，描寫大家所遇到的親情、友情、愛情，並帶給觀眾健康又快樂的微笑。

## 外部連結
- 本劇韓國MBC官方網站 （页面存档备份，存于） 

| MBC 青春情境喜劇                           | MBC 青春情境喜劇                              | MBC 青春情境喜劇 |
| ------------------------------------------ | --------------------------------------------- | ---------------- |
|                                            | 彩虹罗曼史 （2005.10.24 - 2006.11.3）         |                  |
| 男生女生向前走5 （2004.10.04 - 2005.10.21) | 不可阻挡的High Kick （2006.11.6 - 2007.7.13） |                  |